# Reial Madrid Castella Club de Futbol
El Reial Madrid Castella Club de Futbol (castellà: Real Madrid Castilla Club de Fútbol; Real Madrid B entre 1991 i 2005) és el primer filial del Reial Madrid. Actualment juga a la Primera Divisió RFEF i disputa els partits a l'estadi Alfredo Di Stéfano.

## Història
Va ser fundat el 1943 amb el nom de Agrupación Deportiva Plus Ultra, rebent el nom de Castella el 1972.
A la temporada 1979-1980 va ser subcampió de la Copa del Rei, en una final inèdita contra el primer equip del Reial Madrid, a l'estadi Santiago Bernabéu.
A l'any següent va jugar a la Recopa d'Europa, siguent eliminat a la primera ronda davant el West Ham United FC, amb pròrroga inclosa.
A la temporada 1983-1984 amb la generació anomenada La Quinta del Buitre va aconseguir el campionat de Segona divisió.
El 1991, la Reial Federació Espanyola de Futbol va obligar a canviar el nom de tots els equips filials. El 2005, va recuperar el nom que va utilitzar durant la seva època més important (1972 a 1991), per celebrar el retorn a la segona divisió espanyola.
L'antic Castella CF tenia el seu propi escut, amb les inicials de l'entitat i sense corona, però no s'ha pogut recuperar el 2005, i utilitza el del primer equip.

## Dades del club
- Primer entrenador: Santiago Solari
- Segon entrenador: Santi Sánchez
- Preparador físic: Diego Muriarte
- Entrenador de porters: Roberto Vázquez
- Delegat: Vicente Díaz Calderón
- Fisioterapeutes: Victor García, Pedro Chueca, Daniel Martínez, Juan Muro, Javier Ignacio Santamaría
- Metges: Carlos Díez, Luis Javier Serratosa, Francisco Javier Morate
- Debut a Segona divisió: 1949-50
- Millor posició a la lliga: 1r (Segona divisió temporada 1983-84)

## Plantilla 2024-25
A 1 febrer 2025.
| N. | Pos. | Nac. | Jugador               |
| -- | ---- | --- | --------------------- |
| 1  | POR  | [[Fitxer:Flag of Spain.svg\|23x15px\|border \|alt=Espanya\|link=Selecció de futbol d'Espanya\|{{#if:\|]]                                             | Diego Piñeiro         |
| 2  | DEF  | [[Fitxer:Flag of Spain.svg\|23x15px\|border \|alt=Espanya\|link=Selecció de futbol d'Espanya\|{{#if:\|]]                                             | Lorenzo Aguado        |
| 3  | DEF  | [[Fitxer:Flag of Spain.svg\|23x15px\|border \|alt=Espanya\|link=Selecció de futbol d'Espanya\|{{#if:\|]]                                             | David Cuenca          |
| 4  | DEF  | [[Fitxer:Flag of the Dominican Republic.svg\|23x15px\|border \|alt=República Dominicana\|link=Selecció de futbol de República Dominicana\|{{#if:\|]] | Edgar Pujol           |
| 5  | DEF  | [[Fitxer:Flag of Spain.svg\|23x15px\|border \|alt=Espanya\|link=Selecció de futbol d'Espanya\|{{#if:\|]]                                             | Raúl Asencio          |
| 6  | MIG  | [[Fitxer:Flag of Spain.svg\|23x15px\|border \|alt=Espanya\|link=Selecció de futbol d'Espanya\|{{#if:\|]]                                             | Chema Andrés          |
| 7  | DAV  | [[Fitxer:Flag of Spain.svg\|23x15px\|border \|alt=Espanya\|link=Selecció de futbol d'Espanya\|{{#if:\|]]                                             | Gonzalo García        |
| 8  | MIG  | [[Fitxer:Flag of Spain.svg\|23x15px\|border \|alt=Espanya\|link=Selecció de futbol d'Espanya\|{{#if:\|]]                                             | Manuel Ángel (capità) |
| 9  | DAV  | [[Fitxer:Flag of Spain.svg\|23x15px\|border \|alt=Espanya\|link=Selecció de futbol d'Espanya\|{{#if:\|]]                                             | Víctor Muñoz          |
| 10 | MIG  | [[Fitxer:Flag of Spain.svg\|23x15px\|border \|alt=Espanya\|link=Selecció de futbol d'Espanya\|{{#if:\|]]                                             | César Palacios        |
| 11 | DAV  | [[Fitxer:Flag of Spain.svg\|23x15px\|border \|alt=Espanya\|link=Selecció de futbol d'Espanya\|{{#if:\|]]                                             | Borja Alonso          |
| 13 | POR  | [[Fitxer:Flag of Spain.svg\|23x15px\|border \|alt=Espanya\|link=Selecció de futbol d'Espanya\|{{#if:\|]]                                             | Fran González         |

| N. | Pos. | Nac. | Jugador          |
| -- | ---- | --- | ---------------- |
| 14 | DEF  | [[Fitxer:Flag of Spain.svg\|23x15px\|border \|alt=Espanya\|link=Selecció de futbol d'Espanya\|{{#if:\|]]                | Jacobo Ramón     |
| 15 | DEF  | [[Fitxer:Flag of Spain.svg\|23x15px\|border \|alt=Espanya\|link=Selecció de futbol d'Espanya\|{{#if:\|]]                | Kike Ribes       |
| 16 | MIG  | [[Fitxer:Flag of Spain.svg\|23x15px\|border \|alt=Espanya\|link=Selecció de futbol d'Espanya\|{{#if:\|]]                | Antonio David    |
| 17 | DEF  | [[Fitxer:Flag of Spain.svg\|23x15px\|border \|alt=Espanya\|link=Selecció de futbol d'Espanya\|{{#if:\|]]                | David Ruiz       |
| 19 | DAV  | [[Fitxer:Flag of Spain.svg\|23x15px\|border \|alt=Espanya\|link=Selecció de futbol d'Espanya\|{{#if:\|]]                | Loren Zúñiga     |
| 20 | MIG  | [[Fitxer:Flag of Spain.svg\|23x15px\|border \|alt=Espanya\|link=Selecció de futbol d'Espanya\|{{#if:\|]]                | Andrés Campos    |
| 21 | MIG  | [[Fitxer:Flag of Puerto Rico.svg\|23x15px\|border \|alt=Puerto Rico\|link=Selecció de futbol de Puerto Rico\|{{#if:\|]] | Jeremy de León   |
| 22 | DEF  | [[Fitxer:Flag of Spain.svg\|23x15px\|border \|alt=Espanya\|link=Selecció de futbol d'Espanya\|{{#if:\|]]                | David Jiménez    |
| 23 | DEF  | [[Fitxer:Flag of Morocco.svg\|23x15px\|border \|alt=Marroc\|link=Selecció de futbol del Marroc\|{{#if:\|]]              | Youssef Enríquez |
| 25 | POR  | [[Fitxer:Flag of Spain.svg\|23x15px\|border \|alt=Espanya\|link=Selecció de futbol d'Espanya\|{{#if:\|]]                | Mario de Luis    |
| 31 | POR  | [[Fitxer:Flag of Spain.svg\|23x15px\|border \|alt=Espanya\|link=Selecció de futbol d'Espanya\|{{#if:\|]]                | Guillermo Súnico |

## Palmarès
- Segona divisió (1): 1983-84
- Subcampió de la Copa del Rei: 1979-80